# LRVI FC
LRVI FC es un club de fútbol de las Islas Vírgenes Estadounidenses con sede en Saint Thomas. El club compite en el Campeonato de fútbol de las Islas Vírgenes Estadounidenses, el nivel más alto del fútbol de las Islas Vírgenes Estadounidenses. El fundador Joseph Limeburner es el actual presidente del club.
LRVI FC es el único club en las Islas Vírgenes de los Estados Unidos con licencia oficial de CONCACAF.

## Historia
El club fue fundado como Laraza FC en 2006 por Joseph Limeburner, quien también se ha desempeñado como entrenador de las selecciones nacionales sub-17 y sub-20 y entrenador asistente de la selección nacional sub-23. El equipo senior originalmente comenzó a jugar en la Liga de fútbol de Saint Thomas para la temporada 2006/2007. Para la temporada 2018-19, el equipo compitió en la Premier League como la Liga de fútbol de Saint Thomas y la Liga de fútbol de Saint Croix combinadas por primera vez.
En 2019, cuatro jugadores del LRVI FC, incluidos los internacionales senior Connor Querrard y Jimson St. Louis, fueron juzgados en las academias de siete clubes profesionales en España. Desde 2013, los equipos juveniles del club han estado participando en numerosas competiciones en el extranjero, incluida la Copa Disney.

## Estadio
El estadio del club, Castaway Park, tiene la primera superficie de césped artificial en St. Thomas.

## Temporadas
| Temporada | Liga | Liga | Liga | Liga | Liga | Liga | Liga | Notas                                  |
| Temporada | Div. | Pos. | PJ.  | PG   | PE   | PP   | Pts  | Notas                                  |
| --------- | ---- | ---- | ---- | ---- | ---- | ---- | ---- | -------------------------------------- |
| 2018-19   | 1º   | 10º  | 10   | 0    | 1    | 9    | 1    |                                        |
| 2019-20   | 1º   | 2º   | 6    | 5    | 0    | 1    | 15   | Cancelado por la pandemia de COVID-19. |
| 2020–21   | 1º   | N/A  | 0    | 0    | 0    | 0    | 0    | Cancelado por la pandemia de COVID-19. |
| 2021-22   | 1º   |      |      |      |      |      |      |                                        |